# Герцог Атолл
Герцог Атолл — наследственный аристократический титул в пэрстве Шотландии. Он был создан в 1703 году королевой Великобритании Анной для Джона Мюррея, 2-го маркиза Атолла. Титул герцога Атолла носят вожди клана Мюррей.
По состоянию на 2024 год, герцог Атолл имеет двенадцать вспомогательных титулов: лорд Мюррей из Таллибардина (1604), лорд Мюррей, Гаск и Балкухиддер (1628), лорд Мюррей, Балвени и Гаск (1676), лорд Мюррей, Балвени и Гаск в графстве Перт (1703), виконт Балкухиддер (1676), виконт Балкухиддер, Глеалмонд и Гленлайон в графстве Перт (1703), граф Атолл (1629), граф Таллибардин (1628), граф Таллибардин (1676), граф Страттей и Стратхардл в графстве Перт (1703), маркиз Атолл (1676), маркиз Таллибардин в графстве Перт (1703). Все эти титулы являются пэрствами Великобритании.
Герцоги Атолла также ранее носили следующие титулы: барон Стрэндж (пэр Англии с 1628) в 1736—1764, 1805—1957 годах, барон Мюррей из Стэнли в Глостершире и граф Стрэндж (пэр Великобритании, 1786) в 1756—1957 годах, барон Гленлайон из Гленлайона в Пертшире (пэр Соединенного Королевства, 1821) в 1846—1957, барон Перси (пэр Великобритании, 1722) в 1865—1957 годах. С 1786 по 1957 год герцоги Атолл заседали в Палате лордов в качестве графом Стрэндж.

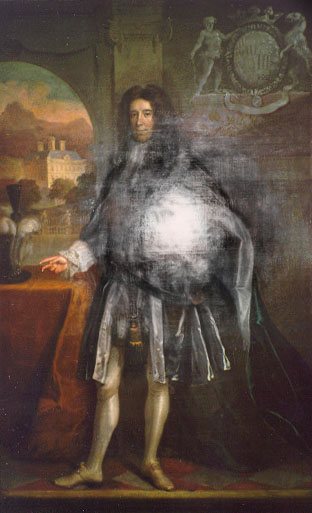
Джон Мюррей, 1-й герцог Атолл

Старший сын и наследник герцога Атолла носит титул маркиза Таллибардина, а наследник лорда Таллибардина — титул графа Страттея и Стратхардла. Наследник лорда Страттея носит титул виконта Балкухиддера. Герцог Атолл — это наследственный вождь клана Мюррей.
Герцоги Атол имеют единственную законную частную армию в Европе — Горцы Атолла (церемониальное формирование).

## История

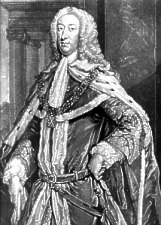
Джеймс Мюррей, 2-й герцог Атолл

Герцоги Атолла принадлежат к древней шотландской семье. Сэр Уильям Мюррей из Каслтона женился на леди Маргарет, дочери Джона Стюарта, 1-го графа Атолла. В 1513 году сэр Уильям Мюррей вместе с многими шотландскими дворянами погиб в битве при Флоддене. Его сын сэр Уильям Мюррей проживал в Таллибардине в Пертшире. Его внук Джон Мюррей стал лордом Мюрреем из Таллибардина (1604) и лордом Мюрреем, Гаском и Балкухиддером и графом Таллибардином (1606). Все эти титулы являлись пэрствами Шотландии. Ему наследовал старший сын Уильям Мюррей, 2-й граф Таллибардин. Он женился на леди Дороти, дочери Джона Стюарта, 5-го и последнего графа Атолла. Король Англии Карл I Стюарт согласился возродить графство Атолл для детей лорда Таллибардина и леди Дороти Атолл. Лорд Таллибардин отказался от титулов в пользу своего младшего брата Патрика Мюррея, который в 1628 году получил титулы лорда Мюррея из Гаска и графа Таллибардина. Джон Мюррей, сына 2-го графа Таллибардина от леди Доротеи Стюарт, получил титул графа Атолла и пэра Шотландии в 1629 году. Его сменил сын, 2-й граф Атолл. В 1670 году его сменил двоюродный Джеймс Мюррей, 2-й граф Таллибардин. В 1676 году был создан титул лорда Мюррея, Балвени и Гаска, виконта Балкухиддера, графа Таллибардина и маркиза Атолла. Все эти титулы являлись пэрствами Шотландии. Лорд Атолл женился на леди Амелии Софии, дочери Джеймса Стэнли, 7-го графа Дербри и 1-го барона Стрэнджа.
В 1703 году после смерти Джона Мюррея, 1-го маркиза Атолла, его титулы унаследовал старший сын Джон Мюррей, 2-й маркиз Атолл. Еще в 1696 году он стал лордом Мюрреем, виконтом Глеалмондом и графом Таллибардином (пэр Шотландии). В 1703 году Джон Мюррей стал лордом Мюрреем, Балвени и Гаском в графстве Перт, виконтом Балкухиддером, Глеалмондом и Гленлайоном в графстве Перт, графом Страттеем и Стратхардлом в графстве Перт, маркизом Таллибардином в графстве Перт и герцогом Атолла. Все эти титулы являются пэрствами Шотландии. Его старший сын и наследник Уильям Мюррей, маркиз Таллибардин, участвовал в Якобитском восстании 1715 года. Он был обвинён в государственной измене и лишён титула актом парламента. Таким образом, наследником 1-го герцога Атолла стал его третий сын Джеймс Мюррей, 2-й герцог. В 1736 году после смерти своего родственника Джеймса Стэнли, 10-го графа Дерби, Джеймс Мюррей, 2-й герцог Атолл, унаследовал титулы 7-го барона Стрэнджа и лорда Мэна. Два сына герцога умерли в младенчестве. Его старшая дочь, Шарлотта Мюррей (1731—1805), унаследовала титулы баронессы Стрэнджа и леди Мэна. В 1764 году после смерти 2-го герцога Атолла ему наследовал племянник Джон Мюррей, 3-й герцог Атолл (1729—1774). Он был старшим сыном лорда Джорджа Мюррея, шестого сына первого герцога. 3-й герцог женился на своей кузине Шарлотте Мююрей, 8-й баронессе Стрэндж. Супруги продали свой суверенитет над островом Мэн английской короне за 70 000 фунтов стерлингов.

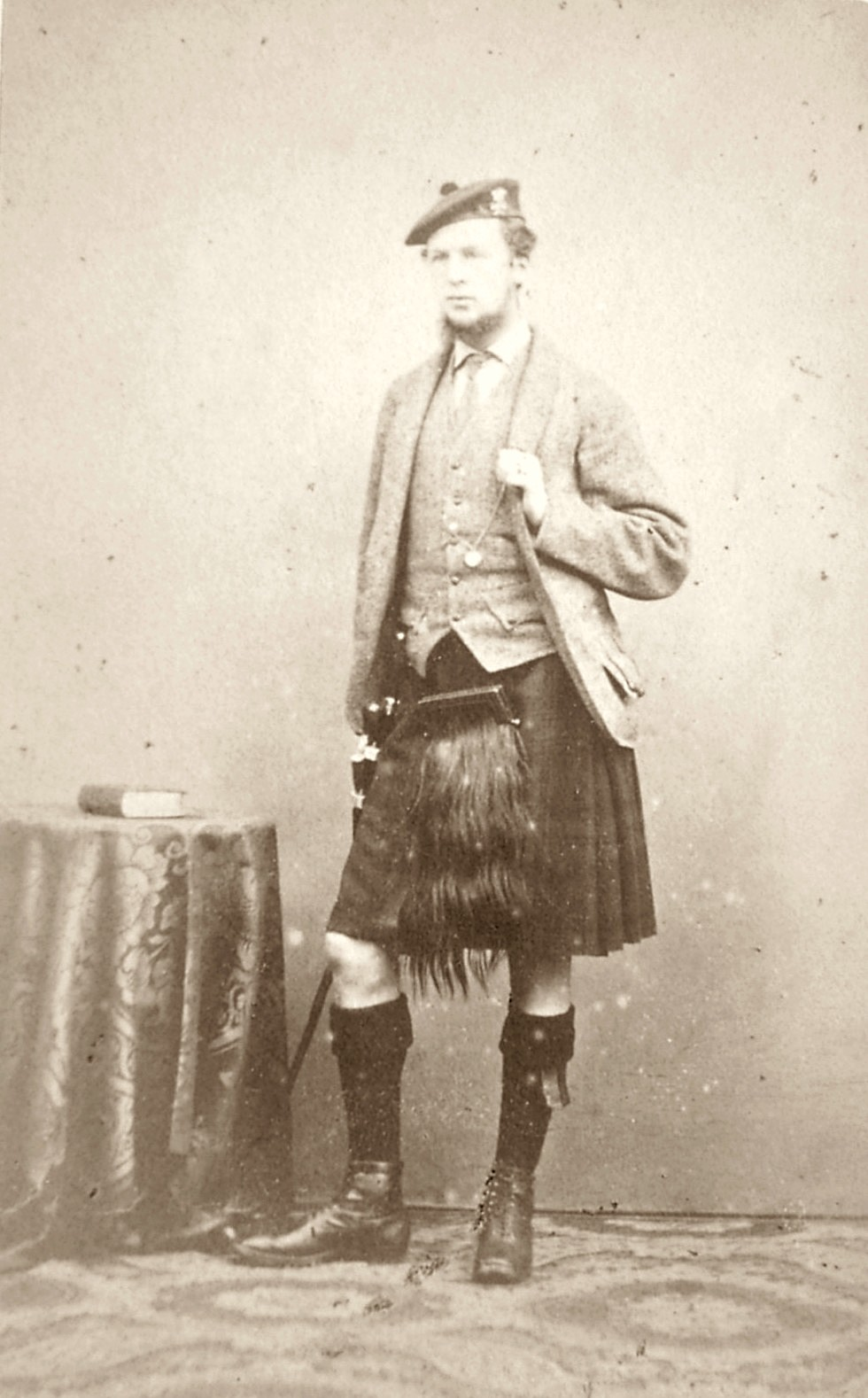
Джон Стюарт-Мюррей, 7-й герцог Атолл

В 1774 году после смерти Джона Мюррея, 3-го герцога Атолла, его преемником стал старший сын Джон Мюррей, 4-й герцог Атолл (1755—1830). В 1805 году после смерти своей матери он также унаследовал титул 9-го барона Стрэнджа. В 1786 году для него был создан титул барона Мюррея из Стэнли в графстве Глостер и графа Стрэнджа (пэрство Великобритании). Эти титулы позволили ему заседать в Палате лордов. 4-й герцог Атолл продал свои остальные права и привилегии на остров Мэн английской короне за 409 000 фунтов стерлингов. В 1774 году ему наследовал старший сын Джон Мюррей, 5-й герцог Атолл (1778—1846). Еще в 1798 году он был признан душевнобольным. 5-й герцог не был женат, ему наследовал его племянник Джордж Мюррей, 2-й барон Гленлайон (1814—1864), ставший 6-м герцогом Атолла. Он был старшим сыном Джеймса Мюррея, 1-го барона Гленлайона (1782—1837), второго сына 4-го герцога Атолла, который в 1821 году был удостоен титула барона Гленлайона из Гленлайона в графстве Перт (пэр Соединенного Королевства). Лорд Гленлайон женился на леди Эмили Фрэнсис Перси, дочери Хью Перси, 2-го герцога Нортумберленда и 3-го барона Перси.
В 1864 году 6-му герцогу наследовал его единственный сын Джон Мюррей, 7-й герцог Атолл (1840—1917). В 1865 году после смерти бездетного 4-го герцога Нортумберленда он стал 6-м бароном Перси. В том же году он зарегистрировал дополнительную фамилию «Стюарт» в Лионском суде. В 1917 году ему наследовал второй сын Джон Стюарт-Мюррей, 8-й герцог Атолл (1871—1942). Он скончался бездетным в 1942 году, ему наследовал младший брат Джеймс Мюррей, 9-й герцог Атолл (1879—1957). Он не был женат и после его смерти в 1957 году титулы барона Мюррея из Гленлайна и графа Стрэнджа угасли, титул барона Перси унаследовал его родственник Хью Перси, 10-й герцог Нортумберленд.

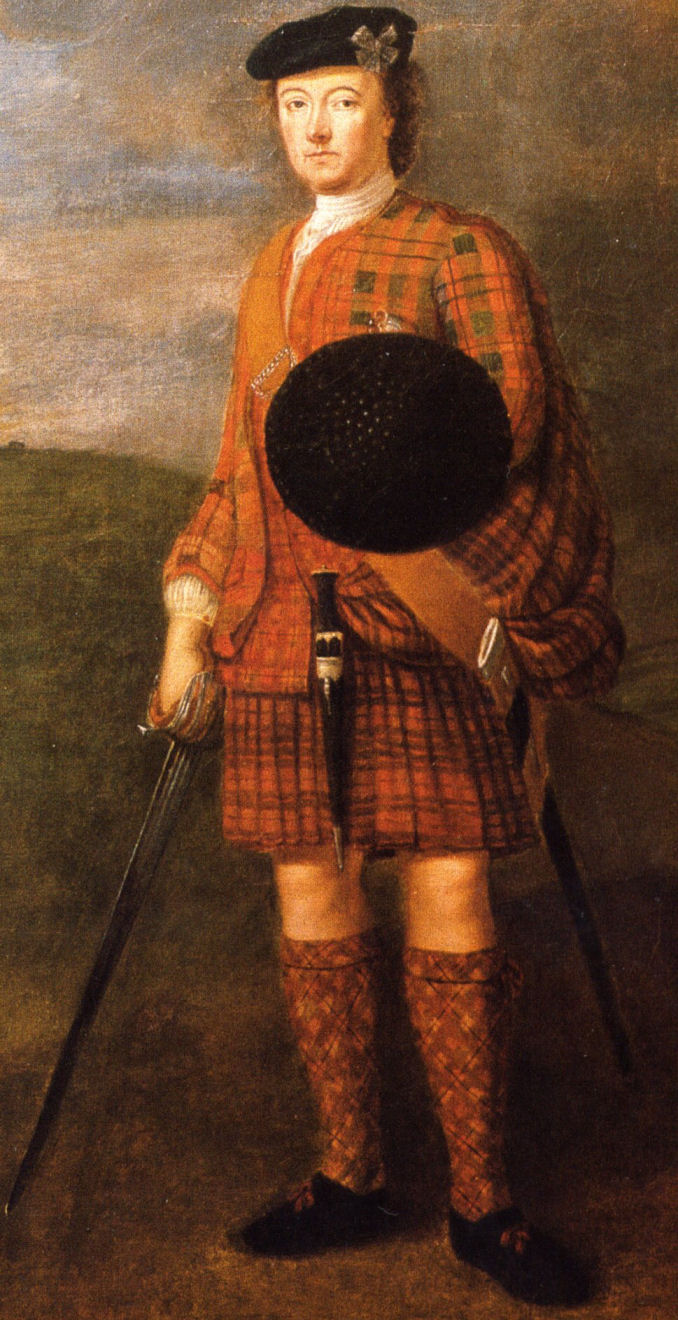
Генерал-лейтенант лорд Джордж Мюррей

В 1957 году герцогский титул и остальные титулы унаследовал дальний родственник Джордж Иэн Мюррей, 10-й герцог Атолл (1931—1996). Он был сыном подполковника Джорджа Энтони Мюррея (1907—1945) и внуком сэра Эвелина Мюррея, потомком лорда Джорджа Мюррея (1761—1803), епископа Сент-Дэвида, второго сына Джона Мюррея, 3-го герцога Атолла. После смерти бездетного 9-го герцога Атолла угасли все его титулы и было потеряно место в Палате лордов. Однако уже в 1958 году герцог Атолл был избран председателем представительства пэров Шотландии и смог полуить место в Палате лордов. В 1963 году парламент Соединенного Королевства принял акт о пэрстве, согласно которому, все наследственные пэры Шотландии получили право заседать в Палате лордов. 10-й герцог Атолл не был женат и после его смерти в 1996 году герцогский титул унаследовал его троюродный брат Джон Мюррей, 11-й герцог Атолл (1929—2012). Он был единственным сыном майора Джорджа Мюррея (1884—1940) и праправнуком Джорджа Мюррея (1784—1860), внука Джона Мюррея, 3-го герцога Атолла. В 2012 году после его смерти ему наследовал старший сын Брюс Джордж Рональд Мюррей, 12-й герцог Атолл (род. 1960).

## Другие члены рода
- Мунго Мюррей (1580—1642), второй сын Джона Мюррея, 1-го графа Таллибардина, получил титул 2-го виконта Стормонта в 1631 году, но скончался бездетным в 1642 году.
- Лорд Чарльз Мюррей (1661—1710), второй сын Джона Мюррея, 1-го маркиза Атолла, в 1686 году получил титул графа Данмора.
- Лорд Джеймс Мюррей (1663—1719), третий сын Джона Мюррея, 1-го маркиза Атолла, был избран в Палату общин от Пертшира
- Лорд Уильям Мюррей (1664—1726), четвёртый сын 1-го маркиза Атолла, в 1683 году стал преемником своего тестя и унаследовал титул лорд Нэйрна, но был лишён титула за участие в Якобитском восстании 1715 года.
- Лорд Джордж Мюррей (1694—1760), пятый сын 1-го герцога Атолла и отец 3-го герцога Атолла, был видным лидером якобитов. Он также был отцом Джеймса Мюррея (1734—1794), военного и политика, и Джорджа Мюррея (1741—1797), флотоводца и политика.
- Лорд Джон Мюррей (1711—1787), восьмой сын 1-го герцога Атолла и старший от второго брака, был военным и политиком.
- Лорд Джордж Мюррей (1761—1803), второй сын 3-го герцога Атолла, был епископом Сент-Дэвида (1801—1803). Его старший сын Джордж Мюррей (1784—1860) стал епископом Содора и Мэна (1813—1827) и Рочестера (1827—1860). Его четвёртый сын сэр Герберт Харли Мюррей (1829—1904) был губернатором Ньюфаундленда (1895—1898). Актёр Стивен Мюррей (1912—1983) и дипломат Ральф Мюррей (1908—1983) были внуками преподобного Фрэнсиса Уильяма Мюррея, сына Джорджа Мюррея, епископа Рочестерского. Комик и кандидат в народные депутаты Эл Мюррей (род. 1968) является внуком бывшего британского посла, эра Ральфа Мюррея.
- Джеймс Артур Мюррей (1790—1860), единственный сын лорда Уильяма Мюррея, третьего сына 3-го герцога Атолла, был вице-адмиралом Королевского флота.
- Лорд Чарльз Мюррей-Эйнсли (1771—1808), пятый сын 3-го герцога Атолла, был священнослужителем. Его сын Джон Мюррей-Эйнсли (1795—1870) стал отцом: вице-адмирала Чарльза Мюррея-Эйнсли (1821—1901), генерал-майора Мадрасской армии Герберта Джорджа Мюррея-Эйнсли (1826—1887) и политика en:Hugh Murray-AynsleyХью Мюррея-Эйнсли (1828—1917)
- Сэр Джордж Мюррей (1849—1936), сын преподобного Джорджа Эдварда Муррея и внук епископа Рочестера Джорджа Мюррея, был государственным чиновником. Его сын сэр Эвелин Мюррей работал секретарём почтамта (1914—1934).
- генерал-лейтенант Джеймс Мюррей (1782—1837), второй сын 4-го герцога Атолла, военный и политик, в 1821 году получил титул 1-го барона Гленлайона.
- Энн Мюррей, герцогиня Атолл (1814—1897), жена 6-го герцога Атолла, была правительницей гардеробной королевы Виктории
- Кэтрин Стюарт-Мюррей (1874—1960), жена 8-го герцога Атолла, была парламентским секретарём Совета образования (1924—1929), первая женщина-депутат от консервативной партии.

## Место проживания

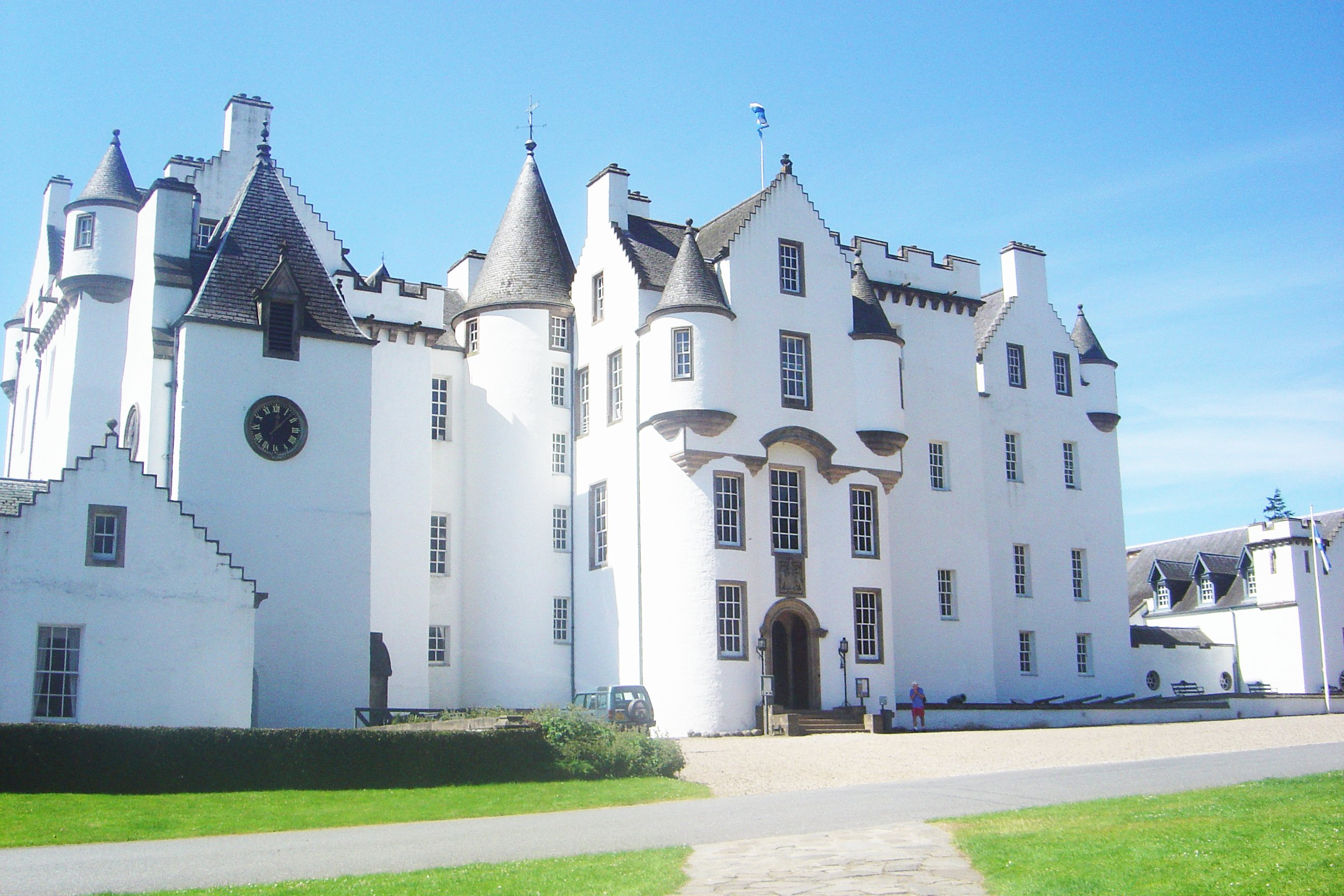
Замок Блэр, Пертшир

Традиционной резиденцией герцогов Атолл является замок Блэр в Пертшире. Также семья владеет несколькими другими резиденциями и замками, в частности замками Хантингтауэр, Балвени, Таллибардин и Данкелд-хаус. Также герцог Атолл является командиром собственного шотландского пехотного полка, который базируется в замке Блэр.

## Графы Таллибардин, первая креация (1606)
- 1606—1609: Джон Мюррей, 1-й граф Таллибардин (ок. 1550—1609), сын Уильяма Мюррея из Таллибардина (ум. 1582/1583) и Кэтрин Кэмпбелл;
- 1609—1626: Уильям Мюррей, 2-й граф Таллибардин (ок. 1574—1626), старший сын 1-го графа. Отрекся от своего титула в пользу младшего брата Патрика Мюррея в 1626 году.

## Графы Таллибардин, вторая креация (1628)
- 1628—1644: Патрик Мюррей, 1-й граф Таллибардин (1578—1644), третий сын 1-го графа Таллибардина;
- 1644—1670: Джеймс Мюррей, 2-й граф Талибардин (1617—1670), старший сын 1-го графа;
  - Патрик Мюррей, лорд Мюррей и Гаск (ок. 1644—1661/1664), старший сын 2-го графа, умер неженатым;
  - Джеймс Мюррей, лорд Мюррей и Гаск (ок. 1652—1664/1670), младший сын 2-го графа, умер в молодости;
- 1670—1703: Джон Мюррей, 3-й граф Таллибардин (1631—1703), сын Джона Мюррея, 1-го графа Атолла, двоюродный брат Джеймса Мюррея, 2-го графа Таллибардина. С 1676 года — 1-й маркиз Атолл.

## Графы Атолл (1629)
- 1629—1642: Джон Мюррей, 1-й граф Атолл (ум. 1642), сын 2-го графа Таллибардина;
- 1642—1703: Джон Мюррей, 3-й граф Таллибардин, 2-й граф Атолл (1631—1703), сын 1-го графа Атолла. С 1676 года — 1-й маркиз Атолл.

## Маркизы Атолл (1676)
- 1676—1703: Джон Мюррей, 1-й маркиз Атолл (1631—1703), старший сын 1-го графа Атолла;
- 1703—1724: Джон Мюррей, 2-й маркиз Атолл (1660—1724), старший сын 1-го маркиза Атолла, с 1703 года — 1-й герцог Атолл.

## Герцоги Атолл (1703)
Другие титулы: маркиз Таллибардин, граф Страттей и Стратхардл, виконт Балкухиддер, Глеалмонд и Гленлайон, лорд Мюррей, Балвени и Гаск (Шотландия, 1703); маркиз Атолл, граф Таллибардин, виконт Балкухиддер, и лорд Мюррей, Балвени и Гаск (Шотландия, 1676); граф Атолл (Шотландия, 1629); граф Таллибардин и лорд Мюррей, Гаск и Балкухиддер (Шотландия, 1628); лорд Мюррей из Таллибардина (Шотландия, 1604);
- 1703—1724: Джон Мюррей, 1-й герцог Атолл (1660—1724), старший сын 1-го маркиза Атолла;
  - Джон Мюррей, маркиз Таллибардин (1684—1709), старший сын 1-го герцога; умер неженатым;
  - Уильям Мюррей, маркиз Таллибардин (1689—1746), второй сын 1-го герцога; якобит, был лишён титула и заключён в тюрьму, где и скончался;
  - Лорд Чарльз Мюррей (1691—1720), четвёртый сын 1-го герцога;

Другие титулы (2-й и 4-9-й герцоги): барон Стрэндж (Англия, 1628)
- 1724—1764: Джеймс Мюррей, 2-й герцог Атолл (1690—1764), третий сын 1-го герцога;
  - Джон Мюррей, маркиз Таллибардин (1728—1729), старший сын 2-го герцога; умер в младенчестве;
  - Джеймс Мюррей, маркиз Таллибардин (1735—1736), младший сын 2-го герцога; умер в младенчестве;
- 1764—1774: Джон Мюррей, 3-й герцог Атолл (1729—1774), единственный сын генерал-лейтенанта лорда Джорджа Мюррея (1694—1760), пятого сына 1-го герцога Атолла;
- 1774—1830: Джон Мюррей, 4-й герцог Атолл (1755—1830), старший сын 3-го герцога;
- 1830—1846: Джон Мюррей, 5-й герцог Атолл (1778—1846), старший сын Джона Мюррея, 4-го герцога Атолла; скончался неженатым;

Другие титулы (6-й — 9-й герцоги): граф Стрэндж и барон Мюррей (Великобритания, 1786—1957), барон Гленлайон (Великобритания, 1821—1957)
- 1846—1864: Джордж Огастас Фредерик Джон Мюррей, 6-й герцог Атолл (1814—1864), старший сын Джеймса Мюррея, 1-го барона Гленлайона; племянник 5-го герцога;

Другие титулы (7-й — 9-й герцоги): барон Перси (Великобритания, 1722)
- 1864—1917: Джон Джеймс Хью Генри Стюарт-Мюррей, 7-й герцог Атолл (1840—1917), единственный сын 6-го герцога;
  - Джон Стюарт-Мюррей, маркиз Таллибардин (1869—1869), старший сын 7-го герцога; умер в младенчестве;
- 1917—1942: Джон Джордж Стюарт-Мюррей, 8-й герцог Атолл (1871—1942), второй сын 7-го герцога; умер бездетным;
- 1942—1957: Стюарт-Мюррей, Джеймс, 9-й герцог Атолл (1879—1957), четвёртый (младший) сын 7-го герцога; умер неженатым;
- 1957—1996: Джордж Иэн Мюррей, 10-й герцог Атолл (1931—1996), прапраправнук преподобного Джорджа Мюррея[англ.] (1784—1860), старшего сына лорда Джорджа Мюррея[англ.] (1761—1803), второго сына 3-го герцога; внук пятиюродного брата 9-го герцога; скончался неженатым;
- 1996—2012: Джон Мюррей, 11-й герцог Атолл (1929—2012), праправнук преподобного Джорджа Мюррея, старшего сына лорда Джорджа Мюррея, второго сына 3-го герцога; троюродный дядя 10-го герцога.;
- 2012 — настоящее время: Брюс Джордж Рональд Мюррей, 12-й герцог Атолл (род. 1960), старший сын 11-го герцога;
- Наследник: Майкл Брюс Джон Мюррей, маркиз Таллибардин (род. 1985), старший сын 12-го герцога.

## Бароны Гленлайон (1821)
- Джеймс Мюррей, 1-й барон Гленлайон (1782—1837), второй сын 4-го герцога Атолла;
- Джордж Огастас Фредерик Джон Мюррей, 2-й барон Гленлайон (1814—1864), старший сын 1-го барона Гленлайона и внук 4-го герцога Атолла. С 1846 года — 6-й герцог Атолл.